# Бошко Токин
Бошко Токин (Чаково, 2. април 1894 — Београд, децембар 1953) био је југословенски и српски новинар, писац, преводилац, теоретичар, критичар и пионир филмске критике и мисли о филму код Срба. Поред тога био је и пропагатор и популаризатор филма, тада новог медија. Први је овдашњи филмски аутор који је због свог деловања затваран. Био је крајње особена, живописна и јединствена појава у јужнословенској и српској култури. Као следбеник јединственог авангардног покрета зенитизам, био је покретач и један од уредника авангардног југословенског часописа Зенит, који је излазио у Краљевини Југославији од 1921. до 1926. године.
Писао је теоријске, критичке и историјске текстове о књижевности и филму, бавио се филмском и позоришном критиком, објављивао поезију и прозу, а такође је и аутор бројних текстова о спорту.

## Биографија

### Детињство и младост
Бошко Токин рођен је 1894. године у Чакову, родном месту Доситеја Обрадовића, у румунском делу Баната. Основну школу започео је у Ђулвезувама, а завршио је у Вршцу. Реалну гимназију започео је у Земуну, а матурирао је у Темишвару 1912. Према неким изворима, био је школски друг Милоша Црњанског. После матуре настанио се код стрица у Земун, где се спријатељио са Славком Воркапићем, Савом Шумановићем И Николом Крстићем. У периоду између два рата дружио се у Београду и са Тином Ујевићем и Станиславом Винавером. Београдска чаршија звала их је „труба, чинеле и велики бубањ“, престонички музички трио. До јануара 1914. два пута је пропутовао средњу Европу. Тада прелази у Београд, престоницу Краљевине Србије, и почиње да ради као новинар у листу Пијемонт, гласилу организације Црна рука.

### Учешће у Првом светском рату
У Првом светском рату у почетку је учествовао као добровољац на фронту. Касније је био члан Ратног прес бироа Српске врховне команде, чији је шеф био Слободан Јовановић. Прешао је Албанију са заштитним полубатаљоном Врховне команде. Године 1916. стигао је са првим избеглицама из Србије у Француску.

### Међуратни период
У Паризу је Токин гледао прве филмове Чарлија Чаплина. На Сорбони је уписао студије естетике и историје уметности, где је слушао предавања тадашњих водећих француских филозофа. На Монпарнасу се дружио са домаћим и светским интелектуалцима, међу којима су били Славко Воркапић, Тин Ујевић, Лав Троцки, Марсел Соваж и други. Сарађивао је са више угледних француских листова и представљао је југословенску културу кроз разне активности. Године 1917. учествовао је у организовању Прве српске изложбе у Паризу, а 1919. и Прве југословенске изложбе. Поред тога превео је и објавио Антологију савремених југословенских песама (фр. Anthologie de Poémes yougoslaves contemporaine) са делима наших модерних песника. У међувремену је доста времена проводио путујући у Монте Карло, Ницу, Марсеј, Барселону, Брисел, Лондон.
У Југославију се вратио 1920. и у листу Прогрес објављује прву филмску критику на српском језику. До 1925. године активно је учествовао у свим књижевним и уметничким манифестацијама у земљи. Био је члан авангардног покрета зенитизам и са Љубомиром Мицићем и Иваном Голом 1921. објављује „Манифест зенитизма“, а затим је био и заступник у Београду чувеног авангардног часописа Зенит. Био је такође и члан групе Алфа - Београдске књижевне заједнице, чији су чланови сарађивали у различитим авангардним часописима тог времена, какви су били загребачка Критика, Мицићев Зенит и други.

### Други светски рат и послератни период
За време окупације током Другог светског рата Токин је био уредник колаборационистичког листа Коло и све време рата објављивао је филмске критике. Због сарадње у Колу 1945. године суђено му је јер је тај лист "доносио чланке и фотографије о успесима и победама окупатора". Осуђен је на губитак националне части и присилан рад. Провео је у затвору три године. По издржавању казне добија државни посао у једној књижари у Вршцу. До 1951. године није објављивао ништа, али онда брзо почиње свој пут ка пуној реафирмацији и враћа се филму и донекле новинарству. Пише о филму за многе специјализоване листове, држи предавања у Југословенској кинотеци и Коларчевој задужбини, са Владетом Лукићем приређује Филмски лексикон.
Бошко Токин умро је у Београду, децембра 1953. године, у 59. години живота.

## Новинарски рад
Новинарску каријеру започео је 1914. године у листу Пијемонт. У Првом светском рату био је ангажован у Ратном прес бироу Српске врховне команде. Током боравка у Француској постаје сарадник више париских часописа у којима објављује есеје. Његов есеј „Кинематографска естетика“ преведен је тада на чак шест европских језика. По повратку у Југославију сарађује у многим часописима. Уочи Другог светског рата, у тадашњем часопису Време у тринаест наставака објавио је Историју југословенског филма до рата. Као професионални новинар је 1921. био један од оснивача Југословенског новинарског удружења. Такође је био и зачетник југословенске филмске и спортске приче. Уређивао је разне спортске листове и био страствени љубитељ фудбала.
Своје чланке објављивао је у часописима Летопис матице српске, XX век, Време, Зенит, Трибуни, Филм, Хипнос, Београдске новости, Млада Босна, Илустровани лист Недеља и другим.

## Књижевни рад
| Песма Циркус Бошка Токина |
| 1912. Имао је лепу кћерку, Амазонку. Владала је коњем, љубавником, кловном и Црнцем. Оженио се. 1914. Рат. Кловн је погинуо. Коњ је вукао топ. Црнац је постао поп. Љубавник је отишао у Аустралију. 1919. Коњ је цркао. Кловн васкрсао. Љубавник је умро у Хонолулу. Муж је постао слон. Црнац је још увек био црн, збацио мантију и писао песме. Коњ је постао кобасица. 1921. Кловн је поново умро. Муж постао коњ. Кобасицу је појео црнац. 1925. И други коњ је цркао. Црнац је добио Нобелову награду. 1945. Она је још увек била млада. 1999. Утопија... |

Токин је активно учествовао у готово свим књижевним и уметничким манифестацијама тадашњих нових покрета, какви су били зенитизам и дадаизам. Године 1932. у издању Геце Кона објавио је роман Теразије. Осим овог написао је и роман Гидеон и Олга, који се бави темама из позоришних и филмских кругова, од кога су објављени само фрагменти. У рукопису су остали многи његови текстови. Романом Теразије Токин у српску и јужнословенску књижевност уводи модернистичке мотиве и појаве – хомосексуалност, промискуитет, друштвени дарвинизам, болести зависности и друге, чиме је скандализовао тадашњу читалачку публику, али и дао рани наговештај популарне културе не само на нашим просторима. Теразије се сматра првим српским модерним романом. Токин је био и аутор драме Господин Надежда, вероватно прве приче на овим просторима о неком трансвеститу, али драма није играна иако је 1928. требало да буде постављена у чак три позоришта. Још једна његова драма из 1929. године, под називом Океанија, такође је остала неизведена.

## Преводилачки рад
Преводио је са француског (Марло, Монтерлан), мађарског (Кашак, Хелтаи, Зилахи, Ерменди) и бугарског језика (Јовков, Кунев), али и на француски савремену јужнословенску поезију, између осталих и песме Милоша Црњанског и Мирослава Крлеже.

## Рад на филму
Бошко Токин био је покретач првих филмофилских удружења, клубова и часописа код нас. Године 1924. са Драганом Алексићем је основао Клуб филмофила. У листу Прогрес, почетком 20-их, објавио је прву филмску критику на српском језику, а 1920. године објавио је у Француској есеј о филмској естетици. Био је у том смислу заиста феномен, с обзиром да је прва филмска критика у САД објављена тек 1925. Још у својим првим текстовима о филму Токин прави прецизну категоризацију америчких филмских жанрова и пише о редитељима као референтним именима када је квалитет филма у питању. Токинова прва филмска критика објављена је у листу “Прогрес”, а изазвала је згражавање јавности, која је сматрала да је реч о тексту о „вашарској атракцији”. Токин је, међутим, био знатно обавештенији од публике, јер је већ тада познавао филмове Чарлија Чаплина, са којима се упознао у избеглиштву у Паризу током Првог светског рата. Већ тада је приметио да се највећи број америчких филмова завршава срећно, што је назвао „доврагастим оптимизмом”.
Године 1925. у Загребу је покренуо први недељни филмски лист Филм. Пре Другог светског рата, 1940. године, завршио је књигу Историја југословенског филма, у којој се помиње и Лени Рифенштал. После рата је, са Владетом Лукићем, написао Филмски лексикон и књигу о филму.
Бошко Токин био је један од десет чланова Академије Седам уметности, основане 1933. године, чији је први председник био Бранислав Нушић. Године 1924. са Драганом Алексићем снимио је филм Качаци у Топчидеру. Режирао је и покушао да сними авангардни филм, трагикомедију Буди Бог с нама, за коју је написао и сценарио, али овај филм никада није завршени. Филм је мистериозно нестао после снимања, а према неким изворима 200 метара снимљене филмске траке уништио је сам сниматељ, и то због неузвраћене љубави главне глумице. Колико је снимање тог филма било значајно говори и чињеница да је у њега била укључена цела елита тадашње државе - Иво Андрић, Милош Црњански, Тин Ујевић, Жанка Стокић, Ита Рина и други.

## Југословенска авангарда и часопис Зенит
Бошко Токин био је један од тадашњих водећих представника српске авангарде. Активно је учествовао у готово свим књижевним и уметничким манифестацијама тадашњих нових покрета, какви су били зенитизам и дадаизам. Његов роман Теразије и филм Буди Бог с нама убрајају се међу прва домаћа авангардна остварења. Једна од његових најзначајнијих делатности на пољу авангарде било је место уредника београдске редакције часописа Зенит, међународног месечника за уметност и културу, једног од најзначајнијих авангардних часописа који је излазио на територији Југославије. Покренут је фебруара 1921. у Загребу, где је излазио до априла 1924, а затим у Београду до краја 1926, када је забрањен због текста „Зенитизам кроз призму марксизма”. Представљао је гласило Зенитизма, једног од авангардних покрета који су настали двадесетих година 20. века у послератној Европи. Покретач и главни и одговорни уредник часописа био је песник, писац и критичар Љубомир Мицић (1895–1971), Србин из Хрватске. Своје радове Токин је објављивао и на страницама Драинчевог Хипноса, као и у алманаху Црно на бело Моније де Булија.

### Радови остали у рукопису
- Философ на утакмици (збирка прича о спорту и филму)
- Велики планови (збирка приповедака)
- Ведрине и генеалогија човека уметника (есеји)
- Гидеон и Олга (роман из позоришних и филмских кругова)
- Књижевне черге (интимно испричана историја развоја књижевности између два рата)
- Филм се окреће (књига о филму, најављена у издању Геце Кона)

Дела Бошка Токина превођена су на француски, бугарски, мађарски, немачки, словеначки и румунски језик.

## Бошко Токин у савременој култури
Бошко Токин је крајем 20. века готово пао у заборав. Поново га је открио тек Душко Стојановић који је 1981. написао књигу Бошко Токин пионир филма. Године 2009. године теоретичар филма, режисер, оснивач и вишедеценијски предавач филмске монтаже на академијама у Београду, Љубљани, Сарајеву и Новом Саду, Марко Бабац објавио је о њему књигу у два тома Бошко Токин - новинар и писац, први српски естетичар, публициста и критичар филма, а 2015. Ивана Миљак је приредила збирку Токинове прозе под називом Велики планови.
Крајем 2019. Слободан Шијан, аутор култних домаћих остварења Ко то тамо пева, Маратонци трче почасни круг и Давитељ против давитеља, започео је снимање филма о овом изузетном ствараоцу. За наслов филма узет је наслов Токиновог никад приказаног филма - Буди Бог с нама. Планирано је да се филм снима на више локација у земљи и иностранству, а главну улогу Бошка токина игра Милош Биковић. Снимање је прекинуто услед пандемије ковида 19, али је настављено већ половином 2020. Филм настаје као копродукција Србије (Гаргантуа Филмс), Хрватске (Максима филм и Јаако добра продукција), Словеније (Студио Вирц), Црне Горе (Артикулација Филм), Чешке (Сирена филм), Бугарске (Chouchkov Brothers) и Румуније (Микро Филм). Осим од националних центара, пројекат овог филма добио је подршку програма МЕДИА – Креативна Европа.